# Prisca Birrer-Heimo

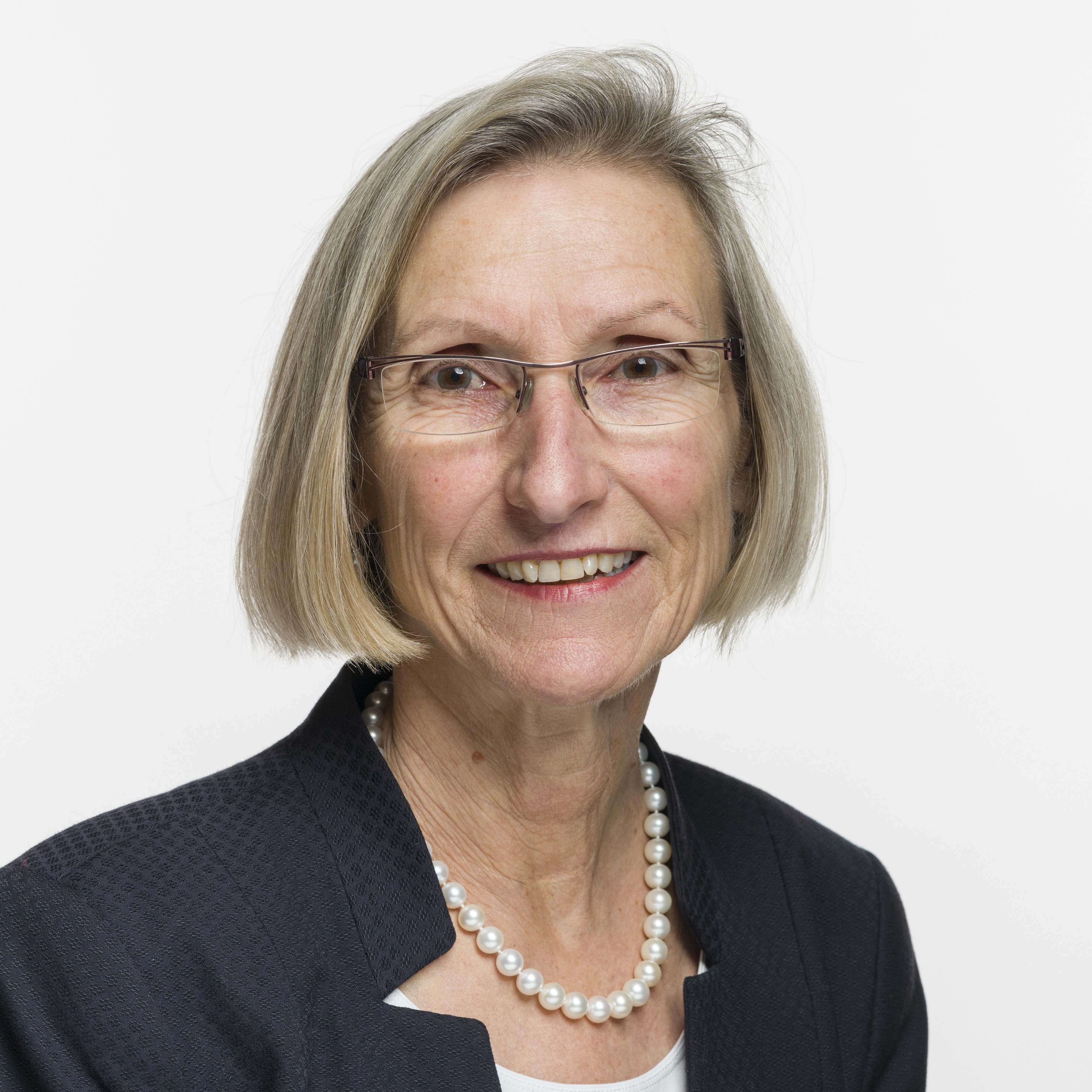
Prisca Birrer-Heimo (2019)

Prisca Birrer-Heimo (* 4. Februar 1959 in Emmen; heimatberechtigt ebenda) ist eine Schweizer Politikerin (SP). Sie war bis Ende März 2022 Präsidentin der Schweizer Stiftung für Konsumentenschutz.

## Politik
Prisca Birrer-Heimo war von Juni 1995 bis Mai 2005 Grossrätin im Kanton Luzern. 2007 wurde sie Finanzvorsteherin im Gemeinderat (Exekutive) von Rothenburg. Ihr Amt als Gemeinderätin übte sie bis 2014 aus.
Am 31. Mai 2010 übernahm sie Hans Widmers Sitz im Nationalrat und wurde bei den Parlamentswahlen 2011 wiedergewählt. Bei den Wahlen im Oktober 2015 sicherte sie sich ihren Sitz im Nationalrat erneut klar. Anfänglich war sie dort Mitglied der Sicherheitspolitischen Kommission, aktuell (April 2022) ist sie Präsidentin der Geschäftsprüfungskommission und Mitglied der Kommission für Wirtschaft und Abgaben sowie Präsidentin der Arbeitsgruppe Risikomanagement Bund der Geschäftsprüfungskommissionen.

## Beruf
Prisca Birrer-Heimo ist ausgebildete Lehrerin und war mehrere Jahre als Oberstufenlehrerin in verschiedenen Luzerner Gemeinden tätig. Nachdem sie 2000/01 als wissenschaftliche Mitarbeiterin von Regierungsrat Paul Huber amtierte, engagierte sie sich bis 2010 als Projektleiterin am Kantonsspital Luzern. Von Juni 2011 bis März 2022 war Birrer-Heimo Präsidentin der Schweizer Stiftung für Konsumentenschutz. Sie trat dort die Nachfolge von Simonetta Sommaruga an, die das Präsidium nach ihrer Wahl in den Bundesrat hatte abgeben müssen.

## Privat
Birrer-Heimo ist verheiratet, hat zwei Kinder und lebt in Rothenburg.